# Scolopsis taeniata
Scolopsis taeniata is een straalvinnige vissensoort uit de familie van de valse snappers (Nemipteridae). De wetenschappelijke naam van de soort is voor het eerst geldig gepubliceerd in 1830 door Cuvier.